# Championnat de Ligue Professionelle 1 2012-2013
Il Championnat de Ligue Professionelle 1 2012-2013 è stato l'ottantasettesima stagione del massimo campionato tunisino, iniziato l'11 novembre 2012 e terminato il 29 maggio 2013. Il campionato è stato vinto dallo Sfaxien per l'ottava volta nella sua storia.

## Squadre partecipanti
- Bizertin
- Club Africain
- Espérance
- Espérance Zarzis
- Étoile du Sahel
- Gafsa
- Hammam Lif
- Hammam Sousse
- Kairouan
- Marsa
- Monastir
- Olympique Béja
- Olympique du Kef
- Sfaxien
- Stade Gabèsien
- Stade Tunisien

## Prima fase

### Gruppo A
| Pos | Squadra          | G  | V | N | P  | GF | GS | DG  | Pt | Qualificazione o retrocessione                                |
| --- | ---------------- | -- | - | - | -- | -- | -- | --- | -- | ------------------------------------------------------------- |
| 1   | Espérance        | 14 | 9 | 2 | 3  | 27 | 12 | +15 | 29 | Playoffs                                                      |
| 2   | Club Africain    | 14 | 8 | 5 | 1  | 16 | 8  | +8  | 29 | Playoffs                                                      |
| 3   | Bizertin         | 14 | 8 | 5 | 1  | 18 | 5  | +13 | 29 | Coppa della Confederazione CAF 2014                           |
| 4   | Marsa            | 14 | 5 | 4 | 5  | 16 | 15 | +1  | 19 |                                                               |
| 5   | Kairouan         | 14 | 3 | 6 | 5  | 10 | 17 | −7  | 15 |                                                               |
| 6   | Olympique Béja   | 14 | 3 | 4 | 7  | 11 | 16 | −5  | 13 |                                                               |
| 7   | Espérance Zarzis | 14 | 2 | 6 | 6  | 9  | 16 | −7  | 12 | Retrocessi in Championnat de Ligue Professionelle 2 2013-2014 |
| 8   | Olympique du Kef | 14 | 1 | 2 | 11 | 7  | 25 | −18 | 5  | Retrocessi in Championnat de Ligue Professionelle 2 2013-2014 |

### Gruppo B
| Pos | Squadra         | G  | V | N | P | GF | GS | DG  | Pt | Qualificazione o retrocessione                                |
| --- | --------------- | -- | - | - | - | -- | -- | --- | -- | ------------------------------------------------------------- |
| 1   | Sfaxien         | 14 | 8 | 4 | 2 | 20 | 9  | +11 | 28 | Playoffs                                                      |
| 2   | Étoile du Sahel | 14 | 7 | 4 | 3 | 23 | 12 | +11 | 25 | Playoffs                                                      |
| 3   | Monastir        | 14 | 5 | 6 | 3 | 17 | 12 | +5  | 21 |                                                               |
| 4   | Stade Tunisien  | 14 | 4 | 5 | 5 | 11 | 11 | 0   | 17 |                                                               |
| 5   | Hammam Lif      | 14 | 4 | 5 | 5 | 11 | 13 | −2  | 17 |                                                               |
| 6   | Stade Gabèsien  | 14 | 3 | 6 | 5 | 13 | 19 | −6  | 15 |                                                               |
| 7   | Gafsa           | 14 | 4 | 2 | 8 | 12 | 18 | −6  | 14 |                                                               |
| 8   | Hammam Sousse   | 14 | 3 | 4 | 7 | 11 | 24 | −13 | 13 | Retrocessa in Championnat de Ligue Professionelle 2 2013-2014 |

## Playoff/Playout

### Playoff
|                    | Pos. | Squadra         | Pt | G | V | N | P | GF | GS | DR |
| ------------------ | ---- | --------------- | -- | - | - | - | - | -- | -- | -- |
| Tunisia (bandiera) | 1.   | Sfaxien         | 13 | 6 | 4 | 1 | 1 | 11 | 7  | +4 |
|                    | 2.   | Espérance       | 12 | 6 | 4 | 0 | 2 | 8  | 6  | +2 |
|                    | 3.   | Étoile du Sahel | 9  | 6 | 3 | 0 | 3 | 6  | 6  | 0  |
|                    | 4.   | Club Africain   | 1  | 6 | 0 | 1 | 5 | 2  | 8  | -6 |

Legenda:
      Campione di Tunisia e ammessa alla CAF Champions League 2014.
      Ammessa alla CAF Champions League 2014.
      Ammessa alla Coppa della Confederazione CAF 2014

### Playout
| Squadra 1 | Risultato         | Squadra 2        |
| --------- | ----------------- | ---------------- |
| Gafsa     | 1 - 1 (4-2 d.c.r) | Espérance Zarzis |